# Daedaleopsis tricolor
Espèce
Daedaleopsis tricolor est une espèce de champignons basidiomycètes de la famille des Polyporacées.

## Systématique
Le nom correct complet (avec auteur) de ce taxon est Daedaleopsis tricolor (Bull.) Bondartsev & Singer, 1941,.
L'espèce a été initialement classée dans le genre Agaricus sous le basionyme Agaricus tricolor Bull., 1792.
Daedaleopsis tricolor a pour synonymes :
- Agaricus sepiarius var. tricolor (Bull.) Pers., 1801
- Agaricus tricolor Bull., 1792
- Cellularia tricolor (Bull.) Kuntze, 1898
- Daedalea confragosa var. tricolor (Bull.) Domanski, Orlos & Skirg., 1967
- Daedalea sepiaria subsp. tricolor (Bull.) Pers., 1828
- Daedalea sepiaria var. tricolor (Bull.) Fr., 1832
- Daedalea tricolor (Bull.) Fr., 1828
- Daedaleopsis confragosa var. tricolor (Bull.) Bondartsev & Singer, 1953
- Ischnoderma tricolor (Bull.) Zmitr., 2001
- Lenzites tricolor (Bull.) Fr., 1838
- Trametes rubescens var. tricolor (Bull.) Pilát, 1932
- Trametes tricolor (Bull.) Lloyd, 1920

## Publication originale
- (de) A. Bondarzew et R. Singer, « Zur Systematik der Polyporaceen », Annales Mycologici, vol. 39, no 1,‎ 10 février 1941, p. 43-65 (ISSN 0176-3970, lire en ligne).